# آزمایش هرج و مرج
آزمایش هرج و مرج (به انگلیسی: The Chaos Experiment) یک فیلم دلهره‌آور آمریکایی محصول سال ۲۰۰۹ به کارگردانی فیلیپ مارتینز با بازی وال کیلمر ، آرماند آسانته و اریک رابرتس است.